# Cerro Escorial
A Cerro Escorial egy 5447 méter magas rétegvulkán Argentína és Chile határán.